# Mesocoelus laeviceps
Mesocoelus laeviceps är en stekelart som först beskrevs av William Harris Ashmead 1900.  Mesocoelus laeviceps ingår i släktet Mesocoelus och familjen bracksteklar. Inga underarter finns listade i Catalogue of Life.